# Prosoparia perfuscaria
Prosoparia perfuscaria là một loài bướm đêm trong họ Erebidae.